# カーボベルデ人の一覧
カーボベルデ人の一覧（カーボベルデじんのいちらん）では、西アフリカ/マカロネシアのカーボベルデ国民の出身者の一覧を表記する。

## 俳優
- マイケル・ビーチ
- ドン・シャビエル

## アーティスト
- ジョン・ブリート
- マヌエル・フィゲイラ
- チャレー・フィゲイラ
- リンドセイ・グレース
- マイラ・アンドラーデ
- ミト
- セザリア・エヴォラ
- バナ
- イルド・ロボ
- パウリーノ・ヴィエイラ
- ビスウ
- ルイス・ノヴァイス
- マヌエル・デ・ノヴァス
- ブリムンド
- トゥバロンイス
- ドゥドゥ・アラウジョ
- コルダス・デ・ソル
- ルイス・モライス
- ルーラ
- プリンセシート
- フェロ・ガイタ
- シメンテーラ
- パンテーラ
- ティト・パリス
- トシェカ
- ジル・セメード

## 刺激的演説家
- ドン・シャヴィエル - カナダ

## 美人コンテスト勝者
- ヴィルザ・フォルテス・デ・ピナ - 2002年ミスCEDEAO
- タニア・ネヴェス - 2005年ミスCEDEAO

## 詩人
- アギナルド・フォンセカ
- セルジオ・フゾーニ - イタリア系カーボベルデ系詩人、カーボベルデ・クレオール語の推進者
- ガブリエル・マリアーノ - 詩人、随筆家
- オヴィーディオ・マルティンス - 詩人、ジャーナリスト
- アルメーニオ・ヴィエイラ
- ドクトル・アザーグア - 詩人、教育者、カーボベルデ・クレオール語の唱導者

## 政治家
- アミルカル・カブラル - ナショナリスト政治家
- アントニオ・マスカレニャス・モンテイロ - 元カーボベルデの大統領
- ジョゼ・マリア・ヌヴェス - カーボベルデの首相
- アリスティデス・ペレイラ - 元カーボベルデの大統領
- ペドロ・ピレス - 元カーボベルデの首相、現カーボベルデの大統領
- カルロス・ヴェイガ - 元カーボベルデの首相
- オノーリオ・バレート (1813–1859) - ポルトガル領ギニア総督
- コルシーノ・フォルテス - 大使、作家
- カルロス・ヌネス・フェルナンデス・レイス - 教育相、外交官

## プロデューサー
- ミケ・コスタ
- ジム・ロペス

## モデル
- カサンドラ・ミランダ
- アルゼリーナ

## 音楽
- マリア・アリセ
- フランセリーナ・ドゥラン・アメリーダ ('Fantcha')
- レオネル・アルメイダ
- ルフィーノ・アルメイダ ('Bau') - 歌手
- マヌエル・ロペス・アンドラーデ ('Tcheka')
- マイラ・アンドラーデ
- アドリアーノ・ゴンサルヴェス ('Bana') - 歌手、ヴォス・デ・カーボベルデのオリジナルメンバー
- カルロス・アルベルト・バルボーザ ('Kaká' Barbosa) - 作曲家
- オルランド・モンテイロ・バレート (Orlando 'Pantera')
- マリア・デ・バロス - セネガル生まれの歌手
- ガルデーニア・ベンロース
- ガブリエラ・メンデス - サン・ヴィセンテ島ミンデロ出身
- ウンベルト・ベッタンコート ('Humbertona') - ギタリスト
- ビウース ('Biús')
- ジョゼ・カルロス・ブリート ('Voginha')
- アマンディオ・カブラル
- アントニオ・カルヴァーリョ ('Antoni Denti D' Oro')
- ジョゼ・カジミーロ
- テオフィロ・シャントレ
- ジョアン・クリーロ
- マラキアス・コスタ
- B・レザ ('B. Leza') - 古典モルナの作曲者
- ベト・ディアス - シンガーソングライター
- アビリオ・ドゥアルテ - 独立前のコラデイラの作曲家
- ベラ・ドゥアルテ
- ジョゼ・ドゥアルテ ('Djosinha') - 歌手、ヴォス・デ・カーボベルデのオリジナルメンバー
- セザリア・エヴォラ - パリを拠点にし、モルナとコラデイラを世界的に普及させた歌手
- エピファニア・エヴォラ ('Tututa')
- グラシンド・エヴォラ ('Grace' Évora)
- エマヌエル・フェルナンデス ('Zeca di nha Reinalda') - 歌手、ブリムンドのメンバー
- ジョゼ・ベルナルド・フェルナンデス ('Zézé di nha Reinalda') - 歌手、Finaçonの創設者
- アナ・フィルミーノ
- ジャクリーン・フォルテス
- フォルティーニョ ('Fortinho')
- フランシスコ・ヴィセンテ・ゴメス ('Frank Cavaquim') - 作曲家
- マリア・イナーシア・ゴメス・コレイア ('Nácia Gomi')
- アルナルド・ゴンサルヴェス - ピアニスト、センタウルスの創設者
- グレゴリオ・ゴンサルヴェス - 作曲家
- エディー・フォルテス ('Eddy Fort Moda Grog') - ラッパー
- ジョルジ・ウンベルト - ギタリスト
- エマヌエル・リマ ('Manu' Lima) - 歌手、作曲家
- エウクリデス・リマ ('Kiki' Lima)
- イルド・ロボ - オス・トゥバロンイスの歌手
- アンセルモ・ロペス ('Séma Lopi')
- アントニオ・ロペス ('Antoninho Travadinha') - ヴァイオリニスト
- リサ・ニコール・ロープス (Lisa 'Left Eye' Lopes) - ヒップホップグループTLCのメンバー
- マヌエル・デ・ノヴァス ('Manuel de Novas') - ユーモラスな作曲家、コラデイラのモダナイザー
- スザナ・ルブラーノ - ズークの歌手
- マーリオ・ルーシオ - シメンテーラの創設者
- マリア・デ・ルルデス・ルーラ ('Lura')
- カルロス・アルベルト・マルティンス ('Katchàz', 'Katchás', 'Catchàz' or 'Catchass') - ギタリスト、ブリムンドの創設者、サンティアゴ島のフナナーの復興者
- ヴァスコ・マルティンス - 作曲家
- ジェラルド・メンデス ('Boy Gê' or 'Boy Gé' Mendes) - セネガル生まれの歌手、ギタリスト、パリを拠点にしたMendes e MendesとO'asahの創設者
- フランク・ミミタ
- モバフコ - Salve na Crioluをリリースしたカーボベルデの歌手
- ジョルジ・フェルナンデス・モンテイロ ('Jotamont') - 独立前のモルナの作曲家
- ルイス・モライス
- エディー・モレーノ
- ジョルジ・ネト
- アリスティデス・パリス ('Tito Paris')
- セリーナ・ペレイラ
- フェルナンド・ケジャス - シンガーソングライター
- ダニー・ラマーリョ (Jokachild) - ヒップホップアーティスト
- ダニエル・レンダル
- アルベルティーナ・ロドリゲス ('Titina') - 歌手
- アルリンダ・サントス
- ジル・セメード - 歌手
- シコ・セーラ ('Chico' Serra)
- アダルベルト・シルヴァ ('Betú') - 作曲家
- ダニエル・シルヴァ ('Dany' Silva)
- マリーニョ・シルヴァ
- オネーシモ・シルヴァ
- ホレス・シルヴァー ('Horace Silver'), ハード・バップジャズピアニスト
- アルマンド・ゼフェリーノ・ソアレス- 有名なモルナ「ソダーデ」の作曲家
- エウジェニオ・タヴァレス - モルナの偉大な作曲家
- フルジェンシオ・タヴァレス ('Ano Nobo') - 作曲家
- ブリク・チュチ ('Blick Tchutchi')
- アルマンド・ティト - ギタリスト
- グレゴーリオ・ヴァス ('Kodé di Dona' or 'Codé di Dona') - サンティアゴ島を拠点にしたアコーディアニスト、伝統的フナナーの標準的持参者、飢饉についての"Fomi 47"作曲者
- ナンシー・ヴィエイラ - ギニアビサウ生まれのモルナとコラデイラの歌手
- パウリーノ・ヴィエイラ - ギタリスト、モルナのアレンジャー
- サラ・タヴァレス - ポルトガル生まれのカーボベルデ系歌手

## スポーツ

### 野球
- ウェイン・ゴメス
- デイビー・ロープス

### バスケットボール

#### NBA
- ダナ・バロス - ボストン・セルティックス所属の元NBA選手
- ライアン・ゴメス
- ウォルター・タバレス

#### ヨーロッパ
- ジョアン・ゴメス

### サッカー
- ビジョウ・ダヴィドソン
- ジェルソン
- カドゥー
- ペドロ・ペレー
- トゥニス
- アルリンド・ゴメス・セメード
- ジョゼ・ヴェイガ
- ネルソン・ヴェイガ
- デヴリン・アネス
- ジョバネ・カブラル
- ヘンリク・ラーション - カーボベルデとスウェーデンのハーフ
- ジェリー・アドリアーノ・ピレス
- エリクソン・テイシェイラ
- パトリック・ヴィエラ - ダカールのカーボベルデ系コミュニティ出身
- ナニ
- トニ・ヴァレラ

### 格闘技
- フレドソン・ゴメス - テコンドーオリンピック選手
- エマヌエル・ベッテンコート
- ジョアキン・M・アンドラーデ Wah Lum Kung Fu, Master
- アルビアール・リマ

### ボクシング
- ロベルト・ダルス - フェザー級ボクサー
- Vinny "the Kid" Debarros - フェザー級ボクサー
- デメトリウス・アンドラーデ
- "Sucra"
- フェルナンド・フェルナンデス - ウェルター級ボクサー

### ボディボード
- ジェーソン・マスカレーニャス

### 陸上競技
- リディアン・ロペス

### その他のスポーツ
- メリッサ・マリア・アンドラーデ of Scituate, MA, USA-Champion Team Gymnastics, and two-time finalist at Disney, FL
- シンシア・バルボッサ

## 作家
- アミルカル・カブラル (1921-1973)
- バルタザール・ロペス・ダ・シルヴァ (1907-1989)
- コルシーノ・フォルテス
- エウジェニオ・タヴァレス (1867-1930)
- ジェルマーノ・アルメイダ (1945- )
- エンリケ・テイシェイラ・デ・ソウザ
- イヴォネ・ラモス: (1926-  )
- ジョアン・クレオーファス・マルティンス (1901-1970)
- ジョルジ・バルボーザ
- マヌエル・ロペス (1907-2005)
- マヌエル・デ・ノヴァス (1938- )
- オルランダ・アマリリス (1924 - )
- ヨランダ・モラーゾ (1928- )
- セルジオ・フゾーニ (1901-1975)
- ヴィリアト・デ・バロス